# ماتئو پالچی
ماتئو پالچی (انگلیسی: Matteo Pallecchi؛ زادهٔ ۹ فوریهٔ ۲۰۰۰) بازیکن فوتبال است.
از باشگاه‌هایی که در آن بازی کرده‌است می‌توان به باشگاه فوتبال لیورنو اشاره کرد.